# Johnny & June
Johnny & June je kompilacija Johnnyja Casha, objavljena 1978. u izdanju Bear Family Recordsa. Kao i The Unissued Johnny Cash, sastoji se od materijala koji prije nije objavljivan ili nije bio široko dostupan. Većina pjesama snimljena je 1964. i 1965., uz iznimku "Smiling Bill McCall" iz 1960. Ta pjesma, "Cotton Picking Hands", "Wer Kennt Den Weg" i "In Virginia" (obje na njemačkom) prethodno su bile objavljene kao singlovi. "Thunderball" je bila snimljena za film o Jamesu Bondu, ali je na kraju odbijena u korist Toma Jonesa.
"One Too Many Mornings" je pjesma Boba Dylana s albuma The Times They Are a-Changin'. Cash i Dylan kasnije će (neuspješno) pokušati snimiti duet verziju pjesme za album Nashville Skyline, a Cash će kasnije snimiti pjesmu s Waylonom Jenningsom za album Heroes. U ovoj verziji Maybelle Carter svira autoharfu. The Carter Family se pojavljuje na nekoliko pjesama; June Carter Cash pjeva vokale na tri pjesme i duet na još jednoj, a Anita Carter pjeva na "That's What It's Like to Be Lonesome".

## Popis pjesama
1. "(I'm Proud) The Baby Is Mine" (Cash) Snimljeno 17. prosinca 1964.
2. "Cotton Pickin' Hands" (Cash/June Carter Cash) Snimljeno 10. prosinca 1965.
3. "Close the Door Lightly When You Go" (Eric Anderson) Snimljeno 21. rujna 1965.
  - Vokali: June Carter Cash
4. "That's What It's Like to Be Lonesome" (Anderson) Snimljeno 3. veljače 1965.
  - Vokali: Anita Carter
5. "Thunderball" (Cash) Snimljeno 12. svibnja 1965.
6. "One Too Many Mornings" (Bob Dylan) Snimljeno 29. listopada 1965.
7. "How Did You Get Away from Me" (Anita Carter/June Carter/Cash) (Anderson) Snimljeno 5. ožujka 1964.
  - S June Carter Cash
8. "Adios Aloha" (June Carter/Don Davis) (Anderson) Snimljeno 20. prosinca 1964.
  - Vokali: June Carter
9. "Wer Kennt Den Weg (I Walk the Line)" (Cash/Günter Loose) Snimljeno 19. lipnja 1965.
10. "Ain't You Ashamed" (Cash, Cash) (Anderson) Snimljeno 5. ožujka 1964.
  - Vokali: June Carter Cash
11. "Smiling Bill McCall" (Cash) Snimljeno 16. veljače 1960.
12. "In Virginia" (Goetz/Kaegbein) Snimljeno 19. lipnja 1965.